# Wilhelm Carstens
Wilhelm Carstens (29 de gener de 1869 – ?) va ser un remer alemany que va competir cavall del segle xix i el segle xx. El 1900 va prendre part en els Jocs Olímpics de París, on guanyà una medalla de bronze en la prova de quatre amb timoner com a membre de l'equip Favorite Hammonia.